# Lannilis
Lannilis (en bretó Lanniliz) és un municipi francès, situat a la regió de Bretanya, al departament de Finisterre. L'any 2006 tenia 4.984 habitants. El 27 de juny de 2008 el consell municipal va aprovar la carta Ya d'ar brezhoneg. A l'inici del curs 2007 el 34,2% dels alumnes del municipi eren matriculats a la primària bilingüe.

## Demografia
| 1962                                       | 1968  | 1975  | 1982  | 1990  | 1999  |
| ------------------------------------------ | ----- | ----- | ----- | ----- | ----- |
| 3.612                                      | 3.556 | 3.686 | 3.939 | 4.272 | 4.473 |
| Des de 1962: població sense dobles comptes |       |       |       |       |       |

## Administració
| Període   | Identitat           | Partit         |
| --------- | ------------------- | -------------- |
| 1983-2008 | Jean-Louis Kerboull | Divers droite, |
| 2008-     | Claude Guiavarc'h   | PS             |

## Personatges il·lustres
1. ↑  (francès) Ofis ar Brezhoneg: Enseignement bilingue